# 六氯合钯(IV)酸钾
六氯合钯(IV)酸钾是一种配位化合物，化学式为K2[PdCl6]。

## 制备
用盐酸溶解氧化钯（PdO），用氯酸钾氧化（或用氯气饱和），加入氯化钾可以得到K2[PdCl6]。
K2[PdCl4] + Cl2 → K2[PdCl6]